# Восхождение к Марсу
«Восхождение к Марсу» (фр. Objectif Mars, англ. Mars Rising) — документальный телесериал производства Канады и Франции.

## Сюжет
Телевизионный сериал посвящён предстоящему, значимому для человечества событию — пилотируемому полёту на Марс. Сериал состоит из шести фильмов. В каждом из них поэтапно рассматриваются возможные трудности и препятствия, подстерегающие экипаж космического корабля на пути к далёкой загадочной планете.
Фильмы, входящие в состав телевизионного сериала:
- «Путешествие на Красную планету» / англ. Journey to the Red Planet
- «Тяга ракетного двигателя» / англ. Rocket Power
- «Остаться в живых» / англ. Staying Alive
- «Человеческий фактор» / англ. The Human Factor
- «Шесть минут страха» / англ. Six Minutes of Terror
- «Поиск жизни» / англ. Search for Life

## В ролях
| Актёр          | Роль               |
| -------------- | ------------------ |
| Моника Филлипс | астронавт №2       |
| Пол Дилани     | в роли самого себя |
| Джимми Гэрвин  | в роли самого себя |
| Уильям Шетнер  | рассказчик         |
| Джеймс Кэмерон | в роли самого себя |

## Награды
В 2008 году серия «Поиск жизни» телевизионного сериала «Восхождение к Марсу» была номинирована на премию «Gemini»:
- в категории «Лучшая режиссура в документальных программах или сериалах» — режиссёр Денис Блэсквер (фр. Denis Blacquière);
- в категории «Лучший сценарий в документальных программах или сериалах» — сценарист Денис Блэсквер (фр. Denis Blacquière).